# Landkreuzer P. 1500 Monster
Landkreuzer P 1500 Monster a fost un pre-prototip de tanc german super-greu, proiectat în timpul celui de-al doilea Război Mondial. Cu o greutate de circa 1500 de tone și o lungime de până la 42 de metri (doar șasiul, 52 m inclusiv tun), acesta urma să devină un proiect de apogeu al tancurilor extreme proiectate de Germania Nazistă și ar fi fost cel mai greu vehicul blindat din toate timpurile.

## Concept

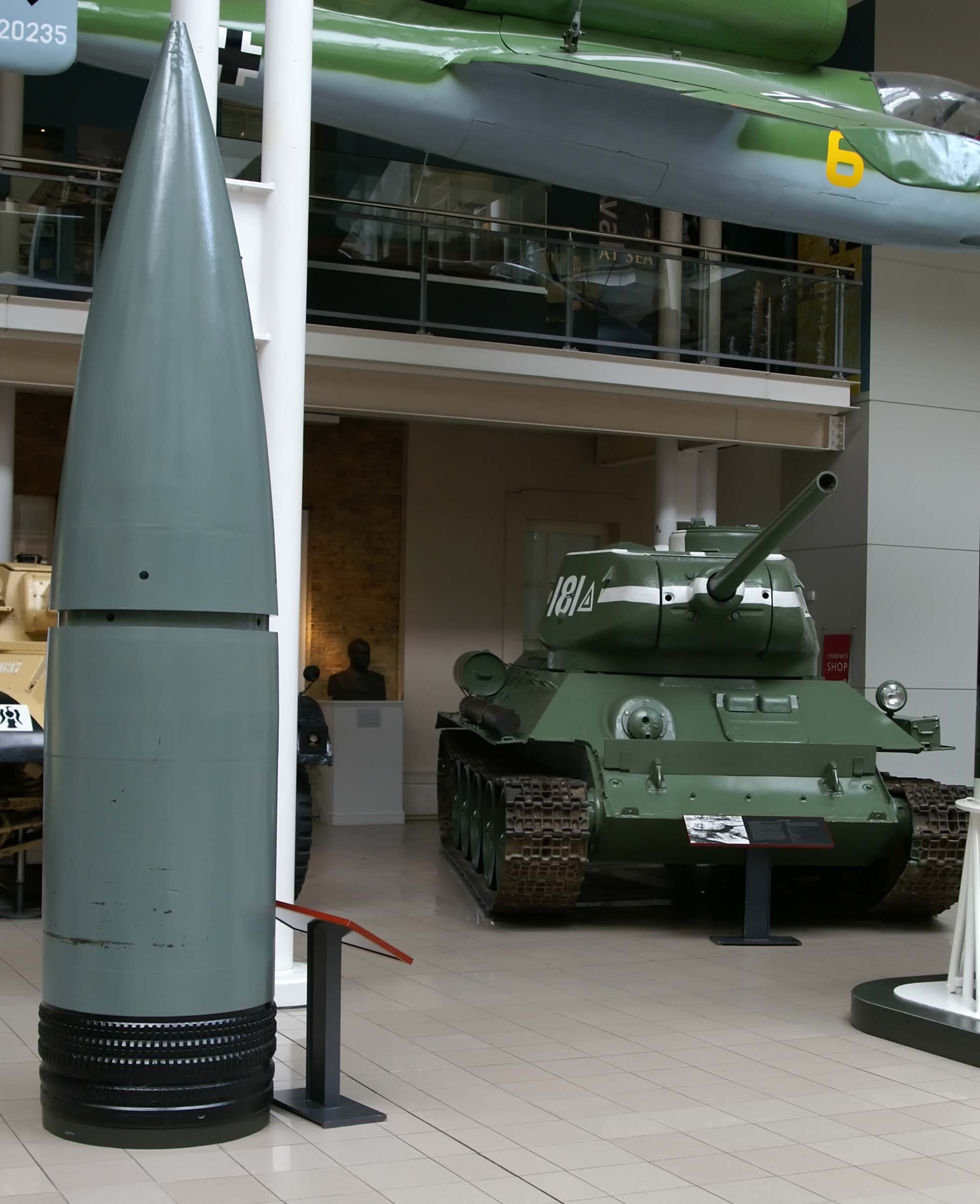
Un obuz de 800 mm care urma să fie utilizat de ”Monster”, alături de un tanc T-34/85

Pe 23 iunie 1942 Ministrul German al Armamentului a propus un tanc de 1000 tone – Landkreuzer P. 1000 Ratte. Adolf Hitler s-a arătat interesat de proiect și l-a aprobat. În decembrie, același an, Krupp a proiectat un tanc și mai mare, de 1500 de tone – Landkreuzer P 1500 Monster.
În anul 1943, Albert Speer, Ministrul German al Armamentului, a anulat ambele proiecte.